# Esquerra Sueca
Esquerra Sueca (suec Svensk vänster, finès Ruotsalainen Vasemmisto) fou un partit polític dels suecs de Finlàndia, fundat el 1919 pel professor Georg von Wendtin de Vaasa, Georg Schaum d'Uusimaa i Maximilian Sergelius. Es va mantenir actiu vers la dècada del 1940.
Ideològicament, el partit preferia un règim republicà per a Finlàndia en comptes d'una monarquia, cosa que els diferenciava del més conservador Partit Popular Suec, i el seu referent a nivell finlandès era el Partit Nacional Progressista. A les eleccions parlamentàries finlandeses de 1945 va obtenir 8.192 vots (0,48%) i un escó.

## Resultats electorals
| Any  | Vots  | %      | Escons  | +/- |
| ---- | ----- | ------ | ------- | --- |
| 1930 | 9 226 | 0,82 % | 1 / 200 | Nou |
| 1933 |       |        |         |     |
| 1936 |       |        |         |     |
| 1939 | 5 980 | 0,46 % | 0 / 200 | Nou |
| 1945 | 8 192 | 0,48 % | 1 / 200 | 1   |
| 1948 |       |        |         |     |